# Lidingöbroarna
Lidingöbroarna (en français : ponts de Lidingö) est un ensemble de ponts situés à Stockholm en Suède.

## Situation
Les ponts de Lidingö relient Stockholm à l'île de Lidingö à travers Lilla Värtan depuis 1803.
Il existe actuellement deux ponts parallèles, le Nya Lidingöbron, ouvert en 1971 et qui porte six voies sur la Länsväg 277, et le Lilla Lidingöbron, ouvert en 2022 pour le réseau de circulation douce et pour la Lidingöbanan.

## Premier pont (1803 à 1884)
Le premier pont de Lidingö a été construit entre Lidingö et Norra Djurgården.
Il s'agissait d'un pont flottant qui a été construit en 1802-1803 sur Lilla Värtan entre Larsberg et la zone de Kaknäs du côté de Stockholm.
L'initiateur du pont était Lars Fresk (1758-1830), qui dirigeait une industrie textile dans la ferme d'Elfvik. L'emplacement du pont a été choisi principalement en raison du fait que la profondeur de l'eau est plus basse qu'à Torsvik-Ropsten et qu'un trajet de transport des produits agricoles vers Stockholm considérablement plus court a été obtenu qu'auparavant pour les grandes fermes du sud de Lidingö, notamment la ferme de Skärsätra (sv), la ferme de Gångsätra (sv) et la ferme Bodal.
Le pont, qui mesurait près de 800 mètres de long et 7 mètres de large, était à l'époque l'un des plus longs ponts flottants d'Europe.
Les voiliers pouvaient passer du côté de Djurgården.
Lors d'une tempête en novembre 1811, le pont le plus proche du côté de Djurgård fut gravement endommagé. Lors de l'assemblée paroissiale de février 1812, il fut proposé de reprendre le trafic des traversiers à Torsvik et de démolir le pont, considéré comme se trouvant dans un endroit trop exposé aux intempéries. Le pont a cependant été réparé et a pu être remis en service au bout d'un an environ.
Lors de la construction du Värtahamnen, le pont flottant gênait les plus gros navires.
La ville de Stockholm a racheté le pont en 1883, l'a démoli au printemps 1884 et a en même temps commencé a construire un nouveau pont flottant qui a reçu le même tracé que l'actuel pont de Lidingö, entre Ropsten et Torsvik.

## Deuxième pont (1884 à 1913)
Parallèlement à la démolition du premier pont, la ville de Stockholm a construit un nouveau pont flottant entre Ropsten et Torsvik, ce qui en fait le premier à emprunter le même tracé que les ponts actuels de Lidingö.
Le deuxième pont, ouvert à la circulation en 1884, mesurait 750 mètres de long et environ neuf mètres de large.
Le nouveau pont était nettement plus solide que son prédécesseur et était construit sur deux couches de rondins recouverts de planches solides. De grandes caisses en pierre tous les 24 mètres étaient chargées de l'ancrage au fond marin, permettant une certaine mobilité tant verticale que latérale. Par mauvais temps, le pont serpentait. Cependant, traverser le pont était une aventure par vent fort. Il n'a pas été conçu pour des charges plus élevées qu'un véhicule hippomobile, c'est pourquoi les voitures et les camions, de plus en plus larges au tournant du XXe siècle, ont poussé le pont jusqu'à ses limites de capacité. La vitesse maximale pour les voitures a été fixée à 10 km/h et pour les camions à 8 km/h. Des péages de ponts de montants variables étaient perçus pour les voitures, les piétons, les cyclistes et le bétail.

## Troisième pont (1913 à 1925)
Le deuxième pont en bois a été gravement endommagé à plusieurs reprises par des dérives de glace et des tempêtes, et un pont plus solide s'est avéré nécessaire pour assurer la liaison avec Stockholm.
Dès 1906, Lidingö Trafik AB a demandé une concession à sa Majesté du Roi pour un nouveau pont capable d'accueillir le trafic ferroviaire.
Cette demande n'a jamais été réalisée car la ville de Stockholm, propriétaire du pont en bois, l'a remplacé en 1913 par un nouveau pont flottant de neuf mètres de large, qui pouvait mieux gérer le trafic intense. Mais en même temps, ils ont commencé à réfléchir à un nouveau pont moderne pour faire face au trafic automobile de plus en plus intense, qui pouvait à l'époque s'élever à plus de 1 000 véhicules par jour.
Avant la construction du quatrième pont en acier, c'est-à-dire l'actuel vieux pont de Lidingö, certains trajets en tramway par le Norra Lidingöbanan se faisaient en traversier entre Ropsten et un embarcadère à Islinge dans l'île de Lidingö.

## Quatrième pont: Gamla Lidingöbron (1925 à 2022)
Il est rapidement devenu évident qu'un pont moderne en acier ou en béton sur fondations jusqu'au fond de la mer était absolument nécessaire pour faire face au trafic toujours croissant. Des demandes ont également été déposées pour transférer le transport ferroviaire de marchandises des entreprises industrielles vers Lidingö et le transport par tramway pour le transport de passagers vers Stockholm.
Les travaux préparatoires pour la construction d'un nouveau pont moderne ont commencé vers 1913, ce qui a donné lieu à de très longues discussions entre différents acteurs aux volontés différentes, ce qui a retardé la planification.
Les trois acteurs les plus importants étaient Lidingö Trafik AB, qui avait des intérêts particuliers dans le transport ferroviaire et avait déjà déposé une demande de concession en 1906, la ville de Lidingö (alors Köping) et le troisième acteur, la ville de Stockholm, qui à son tour avait également contacté le roi pour la construction du pont. Les discussions ne semblaient jamais aboutir et en 1914 le roi refusa.
Sa Majesté a examiné minutieusement toutes les demandes de concession reçues et a proposé de nommer un chef de projet indépendant pour tenter de fédérer les différentes parties dans un plan d'action commun.
En 1917, Vilhelm Hansen, alors directeur de la compagnie d'électricité publique Vattenfall, fut élu président du nouveau conseil du pont de Lidingö, qui confia finalement à Lidingö Köping et à la ville de Stockholm d'être conjointement responsables de l'acceptation des offres et du partage du coût du nouveau pont. Des offres ont été reçues, mais seules deux d'entre elles répondaient aux exigences fixées.
L'une provenait d'un consortium composé de trois entreprises différentes, dont Skånska Cementgjuteriet et l'autre de l'entreprise de construction Kreuger & Toll Byggnads AB.
Henrik Kreüger, qui a travaillé comme consultant pour Kreuger & Toll à partir de 1908  était membre du conseil d'administration du pont de Lidingö en 1916. Il était également membre du conseil du pont lors de la construction du pont ferroviaire sur Årsta Holmar en 1923. Le consortium avec Skånska Cementgjuteriet avait soumis l'offre la plus basse et a remporté la mission.
La construction a commencé en 1917, mais en 1921, le conseil du pont de Lidingö a résilié le contrat en raison de problèmes techniques et organisationnels survenus. Pendant une année entière, le travail a également été interrompu en raison d'une grève. La poursuite des travaux a été confiée à la nouvelle société Svenska Brobyggnadsaktiebolaget, qui a achevé les travaux. La durée de construction a été de 7 ans et demi au total.
Le Gamla Lidingöbron était une structure à colombages constituée de plaques d'acier rivetées, longue de 750 mètres et large d'un peu plus de neuf mètres. Le pont était un pont en arc en acier du côté sud d'une portée de 140 mètres et d'une hauteur libre de 5,3 mètres. Une section de pont de 20 mètres de long servant de pont à bascule permettait le passage des remorqueurs et des navires à mât plus petit.
La vanne a reçu le même type de mécanique que le Danviksbron achevé en 1922 et constitue un bon exemple de l'ingénierie avancée de la mécanique et des engrenages au début du XXe siècle, avant que l'hydraulique ne commence à être sérieusement utilisée pour des tâches plus importantes. Au nord, il y avait sept ponts à poutres, chacun mesurant 49,5 mètres de long, et le dernier était un autre pont à poutres de 70 mètres de long. Cela établissait la connexion terrestre, qui se terminait par deux rampes, une en direction du nord et une en direction du sud.
Le pont avait une voie pour les voitures et les camions dans chaque direction, combinée avec des voies ferrées doubles dans les voies de la ligne de tramway 21 vers Lidingö sud et de la ligne de tramway 20 vers Lidingö nord, ainsi que des trains de marchandises vers Lidingö sud.
Après l'ouverture du cinquième pont en 1971, la circulation des piétons et des cyclistes ainsi que l'exploitation du Lindigöbanan sont restés sur le pont jusqu'en 2022. Le pont devait être démoli d'ici 2024, ce qui s'est avéré être un projet compliqué en raison de son emplacement entre les deux ponts les plus récents et des masses qui ont dû être déplacées.

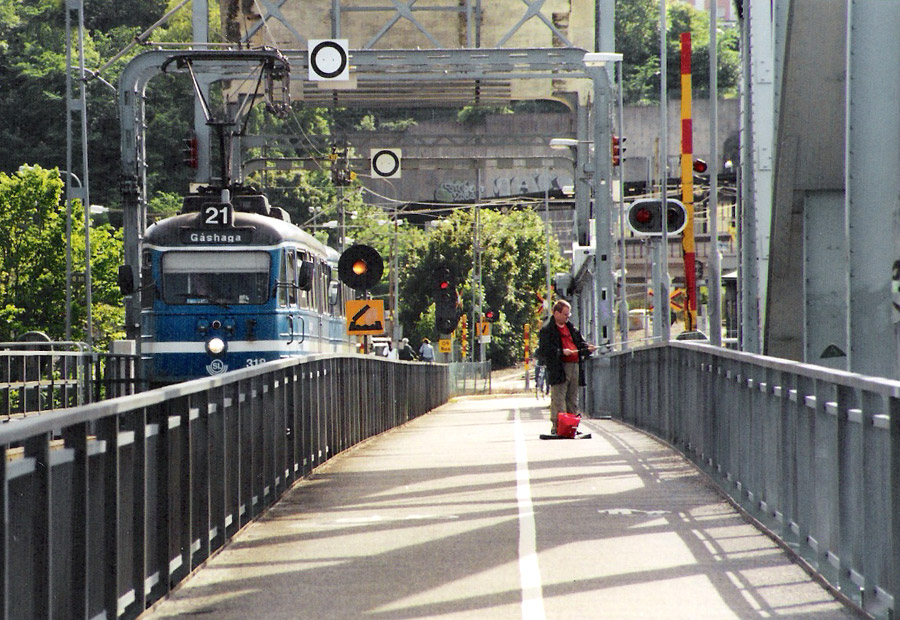
Un tramway du type A30/B30 passe sur le vieux pont de Lidingö en 2005.
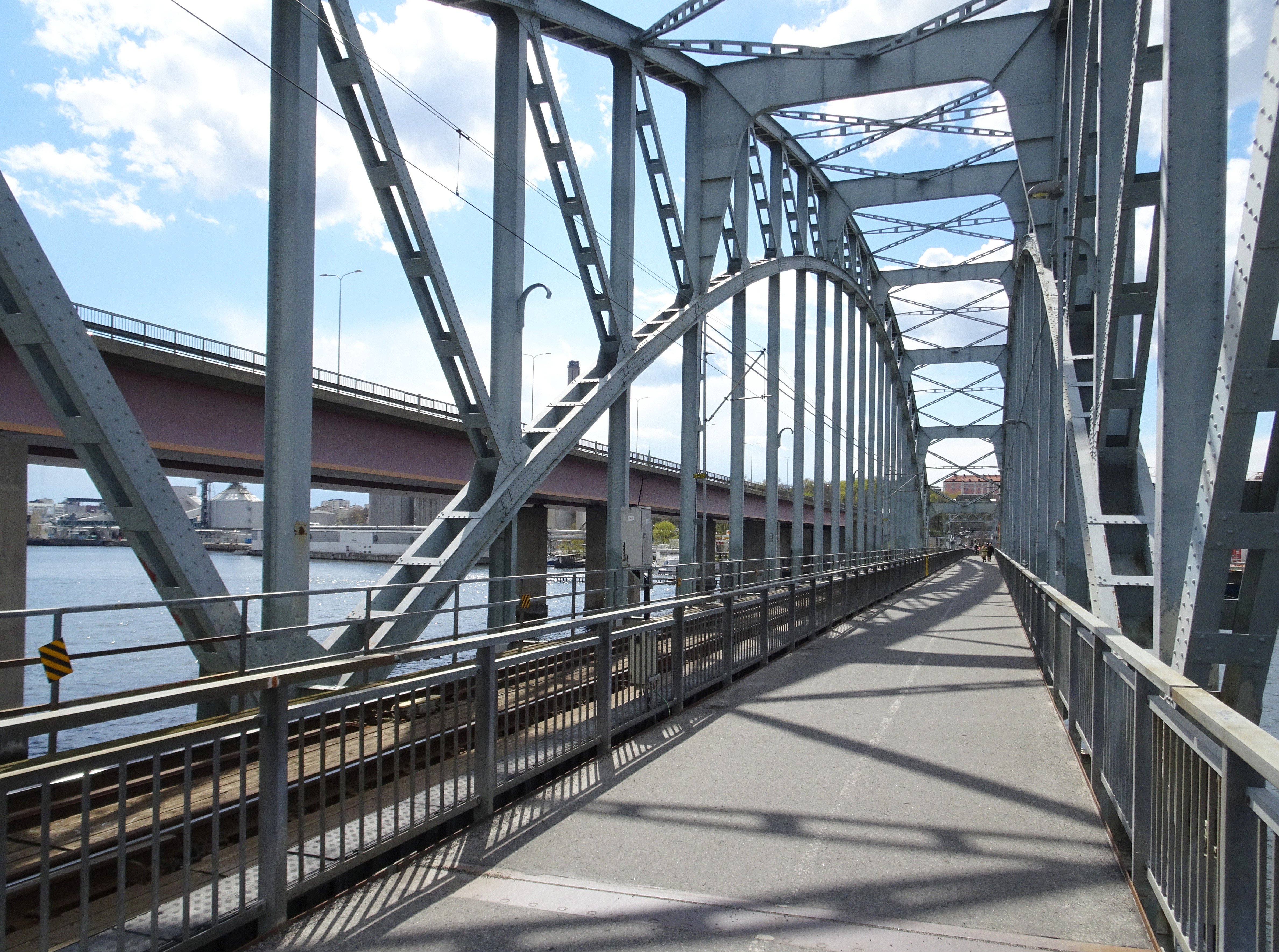
Gamla Lidingöbron, vue vers Stockholm, 2021
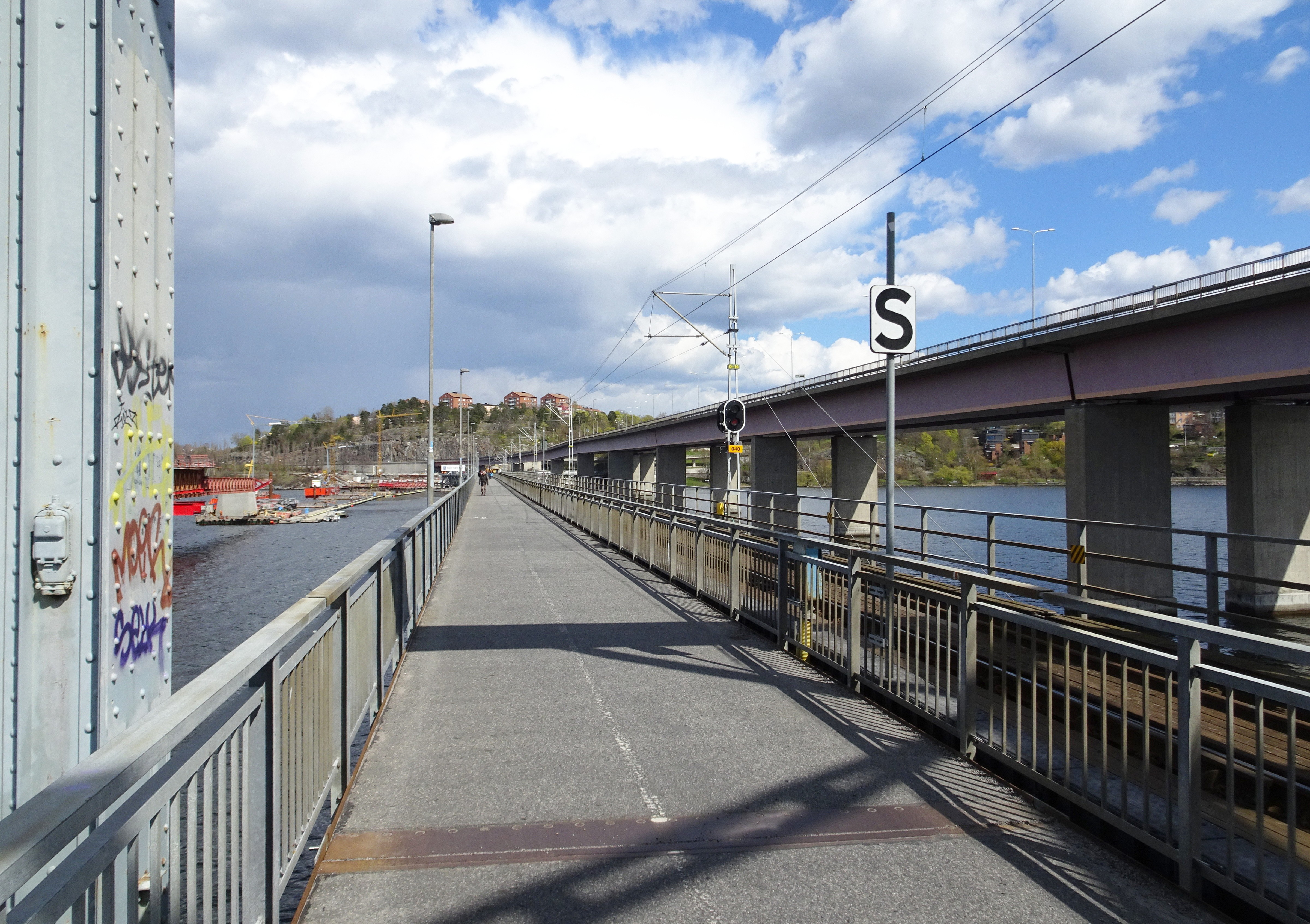
Gamla och nya bron, vue vers Lidingö, 2021.
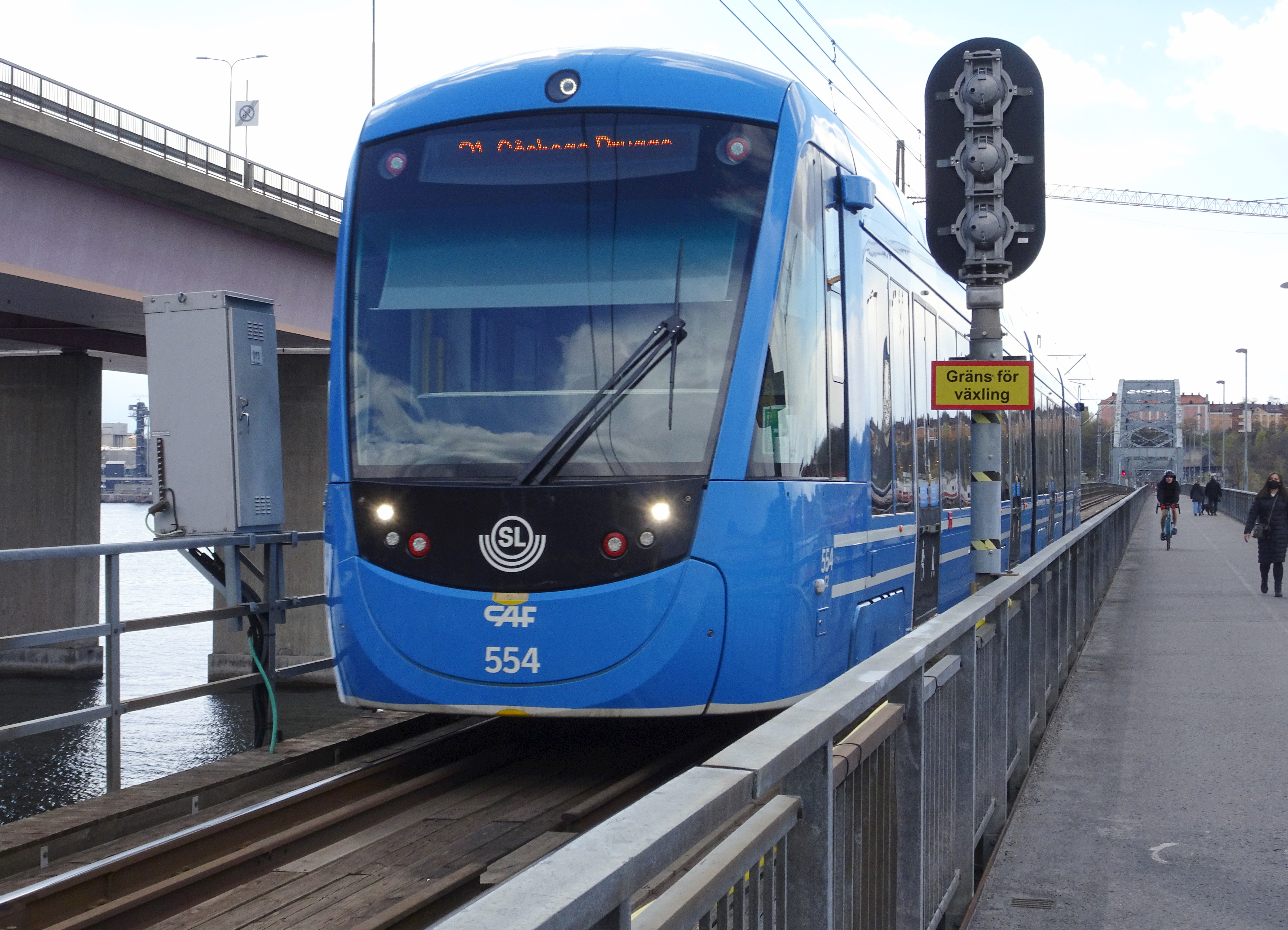
Lidingöbanan sur le pont, 2021.

## Cinquième pont: Nya Lidingöbron (depuis 1971)
Dans les années 1950, le Gamla Lidingöbron avait déjà atteint sa capacité maximale. La population en croissance rapide à Lidingö et l'intensité croissante du trafic qui en résultait ont nécessité des mesures rapides. Le conseil municipal de Lidingö a décidé le 28 novembre 1961 et le conseil municipal de Stockholm le 22 janvier 1962 de se prononcer en principe en faveur de la construction d'un nouveau pont de Lidingö. Selon les plans originaux du début des années 1960, il devait se composer de deux ponts autoroutiers et remplacer l'ancien Gamla Lidingöbron de 1925. Des deux ponts autoroutiers, seul celui du sud a été construit et le Gamla Lidingöbron a dû rester en place.
La construction du Nya Lidingöbron (nouveau pont de Lidingö) a commencé en 1968.
Le pont a été inauguré le 7 octobre 1971 et a reçu son nom en 1973. Le pont est un pont à poutres constitué de structures en caisson en acier soudé avec une couverture en béton armé comme base pour la chaussée asphaltée. Les segments du pont reposent sur des piliers en béton, dont les fondations reposent sous la surface de l'eau sur des faisceaux de pieux tubulaires en acier remplis de béton qui s'étendent dans la roche solide du fond marin, sur un maximum de 58 mètres. Au total, 450 pieux ont été posés.
Les éléments du pont ont été remorqués flottants depuis le chantier naval de Finnboda où ils ont été fabriqués et soulevés sur les piliers du pont par une grue flottante. Le pont mesure au total 997 mètres de long (dont 724 mètres au-dessus de l'eau) et 24 mètres de large et a une hauteur libre de 12,5 mètres. Le pont se compose de 10 travées d'une portée maximale de 73,5 mètres. Le pont disposait de trois voies dans chaque direction pour la circulation des véhicules. Le pont est fermé à la circulation des piétons et des vélos, qui a été acheminé sur le Gamla Lidingöbron, qui en retour a été fermé à la circulation automobile. Les boîtes de pont étaient à l'origine peintes en rouge vif avec une bande à effet jaune le long du bord inférieur. La couleur s'est estompée avec le temps.
Le Nya Lidingöbron a été conçu par la société municipale AB Gekonsult sur la base du plan de transport de 1960. En direction de Stockholm, il était prévu qu'il s'agisse d'un double pont autoroutier reliant le Rådmansleden jamais réalisé. Au nord-est, Lidingöbron devait faire partie d'une autoroute qui passerait via Sticklinge et Trolldalen en passant par Lidingön, puis plus au nord via Askrikefjärden et Storholmen jusqu'à Bogesundslandet et Vaxholm. Ces projets n'ont jamais été réalisés.

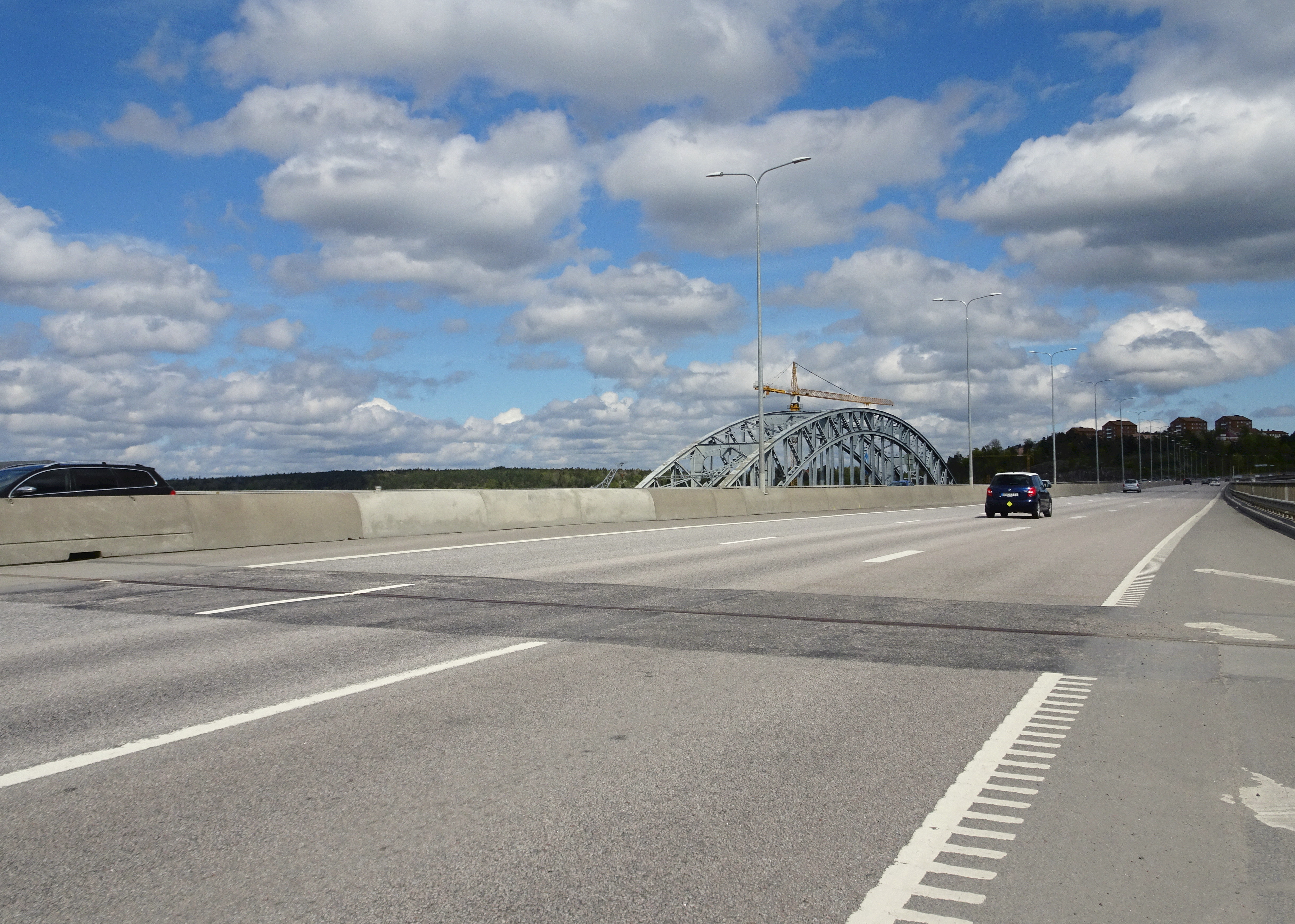
Sur le pont en direction de Lidingö.
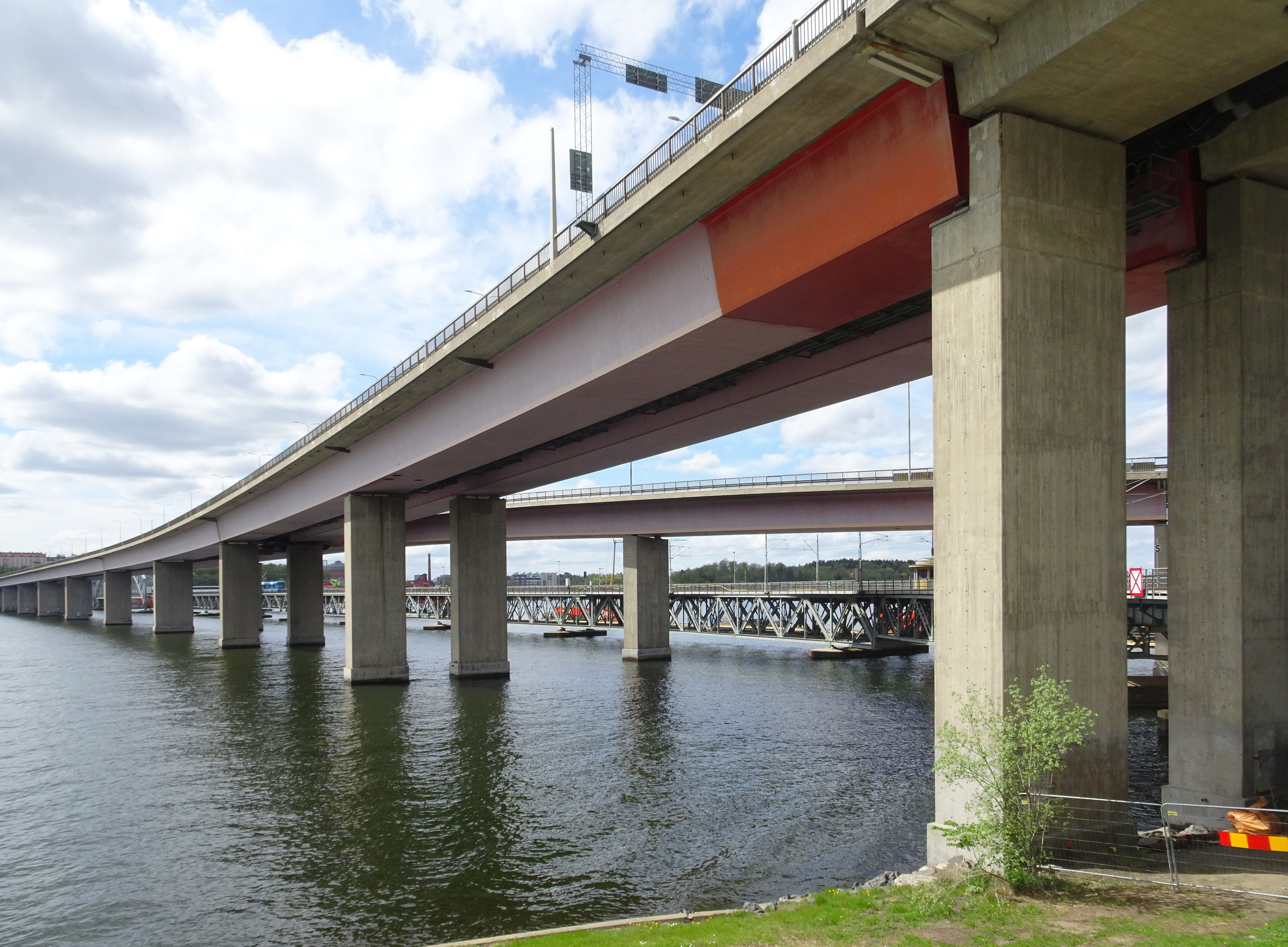
La fixation du pont du côté de Lidingö.
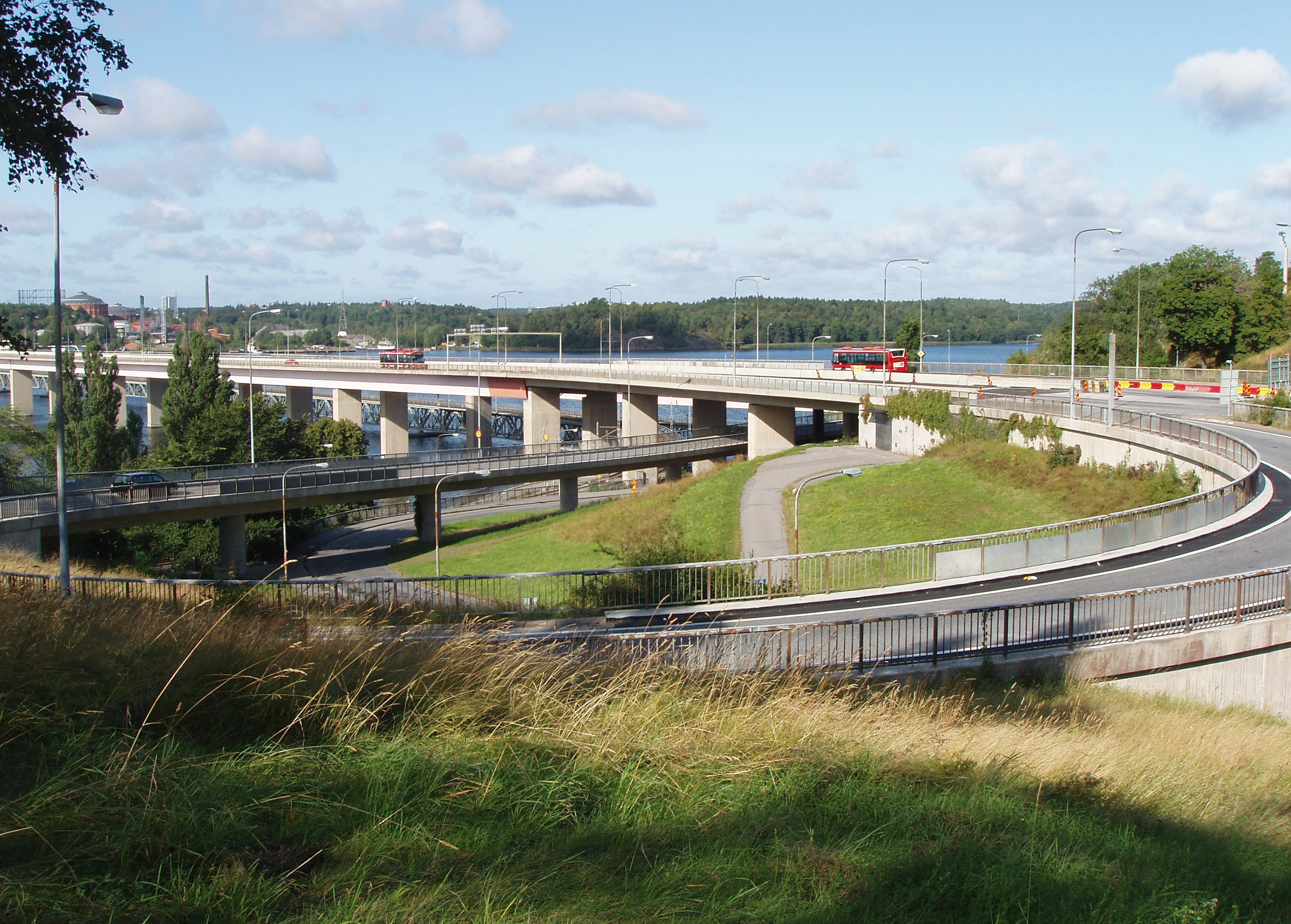
Rampe Lidingöbrodans la direction du nord de Lidingö.
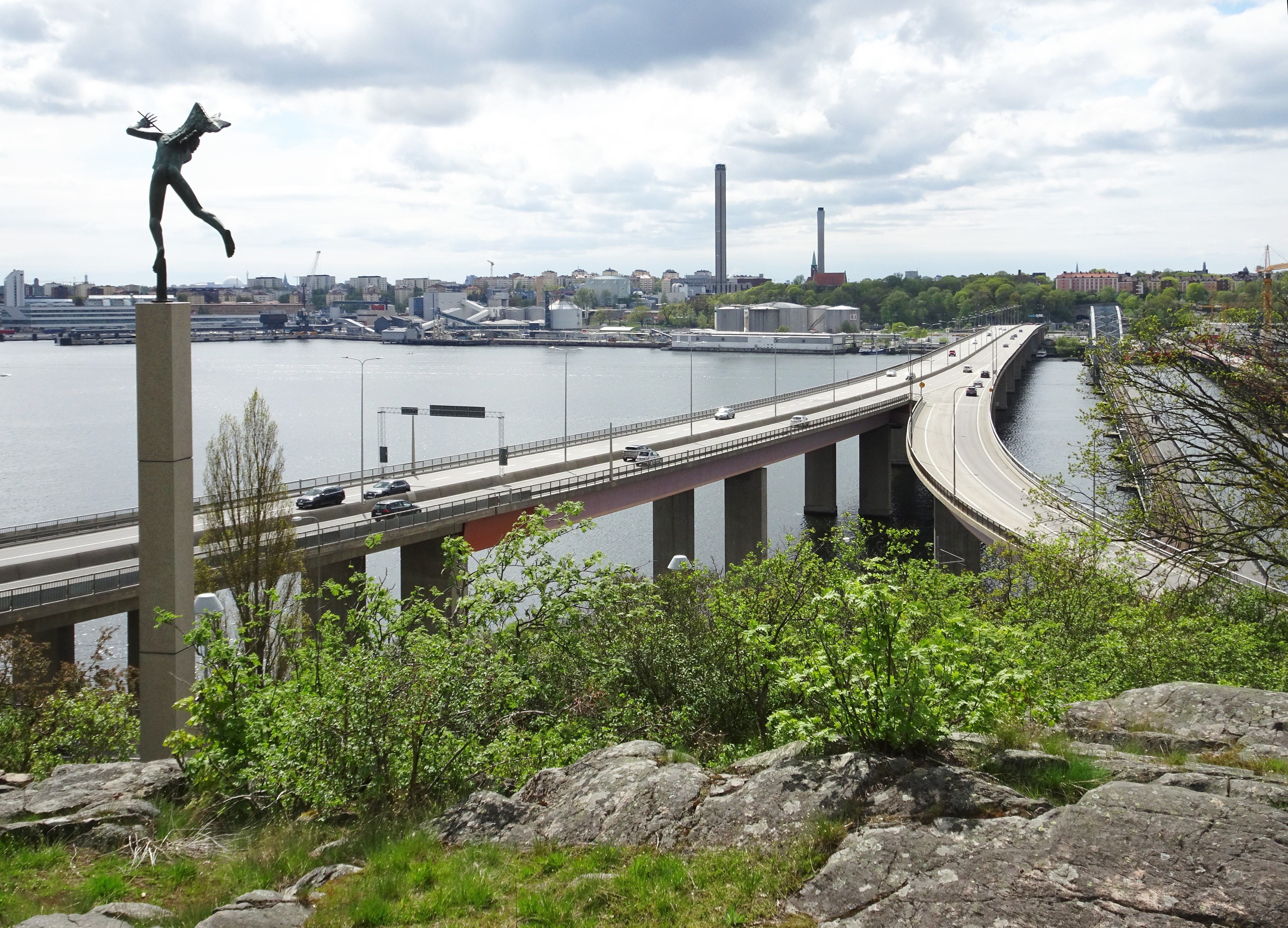
Vue du pont du côté de Lidingö.

## Sixième pont: Lilla Lidingöbron (depuis 2022)
Le Lilla Lidingöbron a été construit au nord du Gamla Lidingöbron. Il mesure environ 750 mètres de long et compte 16 piles de pont et 15 segments de pont.
La largeur est d'un peu plus de 16 mètres (dimensions extérieures), dont 8 mètres sont destinés à la zone de circulation de la ligne à double voie Lidingö et 7,4 mètres sont destinés à la circulation des piétons et des vélos.
Lilla Lidingöbron a une hauteur libre comprise entre 5,5 mètres (côté Stockholm) et 7 mètres (côté Lidingö) et ne peut pas être ouverte. Les plus gros navires doivent faire un détour via Askrikefjärden.
Le pont a été construit comme un pont en béton précontraint avec des fondations pour les supports du pont dans l'eau.
La fondation des supports du pont est devenue un défi.
La profondeur moyenne de l'eau à Lilla Värtan est d'environ 20 mètres, puis il y a encore 20 mètres jusqu'à la roche solide.
Au total, 198 pieux en acier ont été nécessaires, chacun d'un diamètre de 800 millimètres.
Le pont a été construit clé en main par l'entreprise de construction suisse Implenia, qui a remporté l'appel d'offres. Le coût total était de 727 millions SEK et la durée de vie du pont devrait être de 120 ans.
La période de construction s'étendait de l'automne 2018 à fin 2022.
Après divers problèmes structurels et techniques et les multiples reports qui en ont résulté, la circulation des tramways sur le pont a débuté le 28 mai 2024.

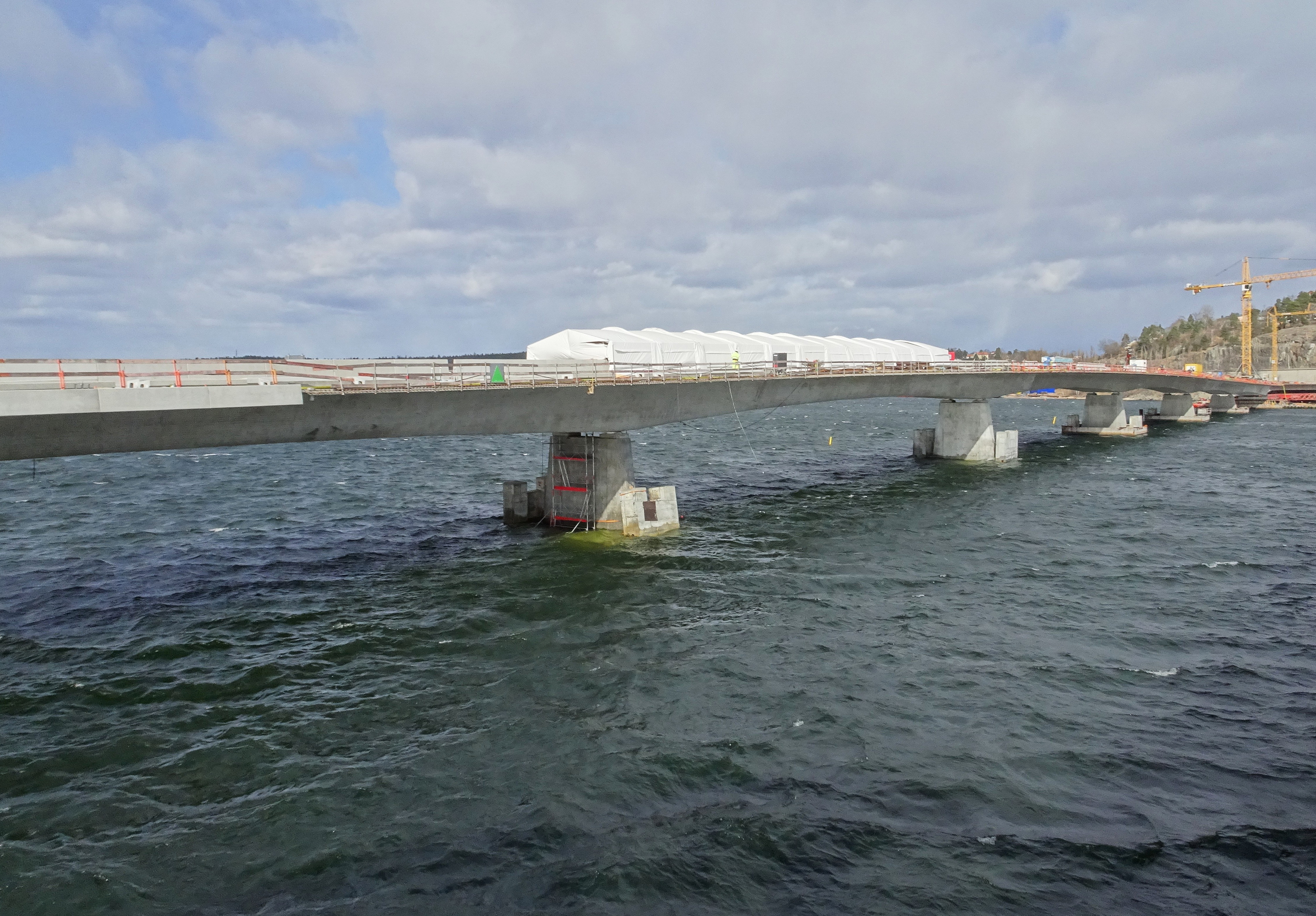
Lilla Lidingöbron en mars 2022.
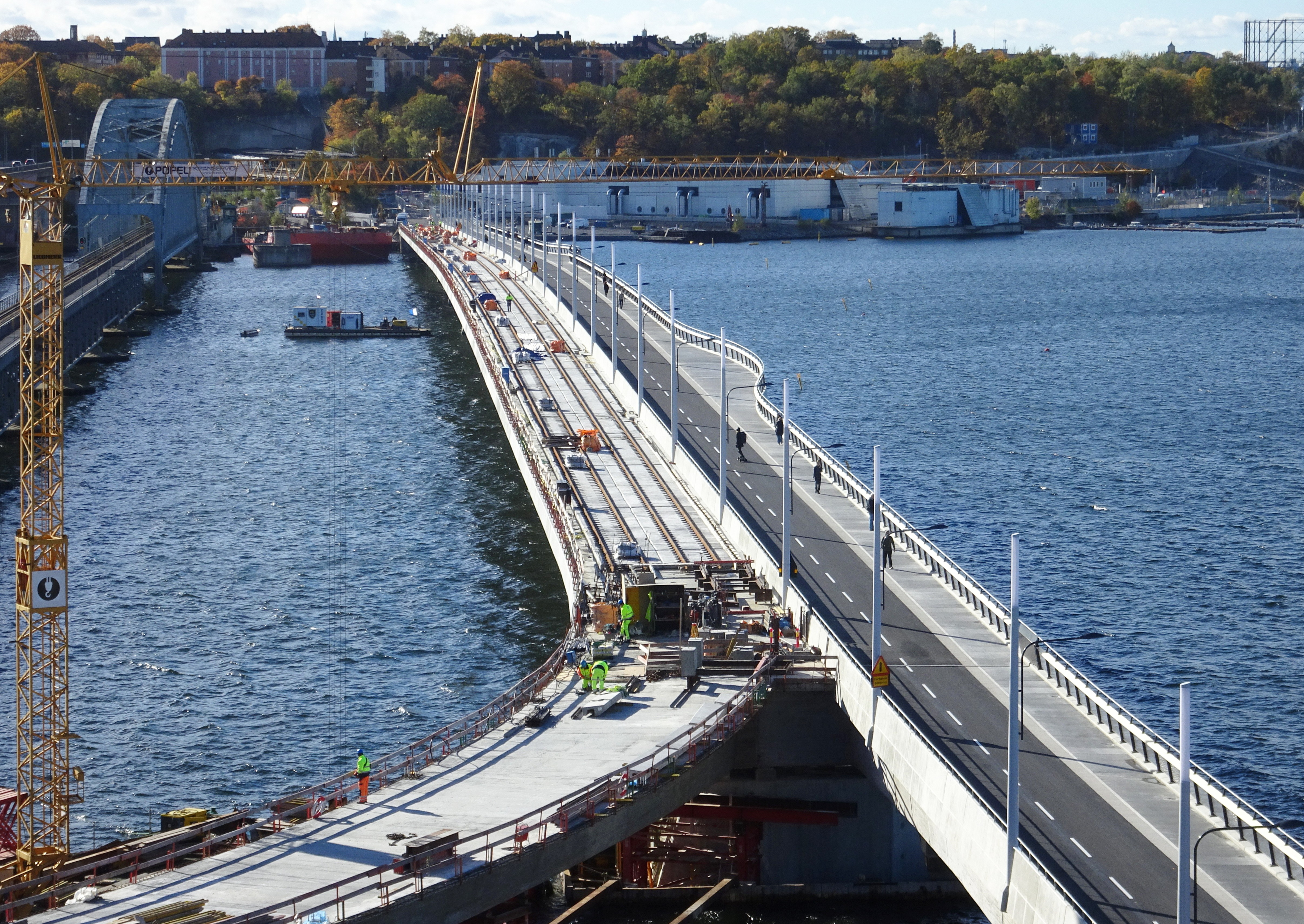
Le sixième pont le jour de l'ouverture à la circulation piétonne et cyclable le 11 octobre 2022.
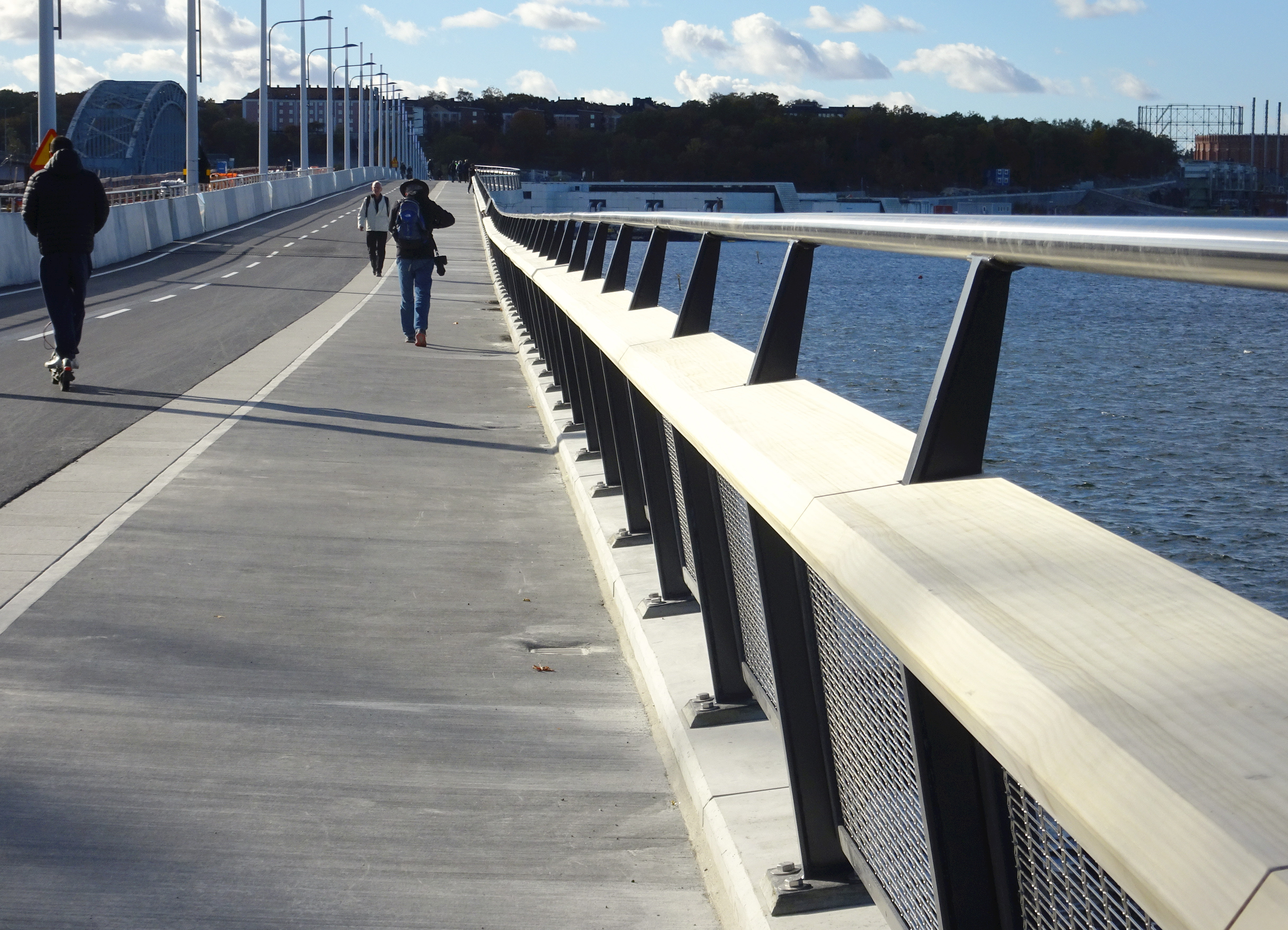
Lilla Lidingöbron le 11 octobre 2022.
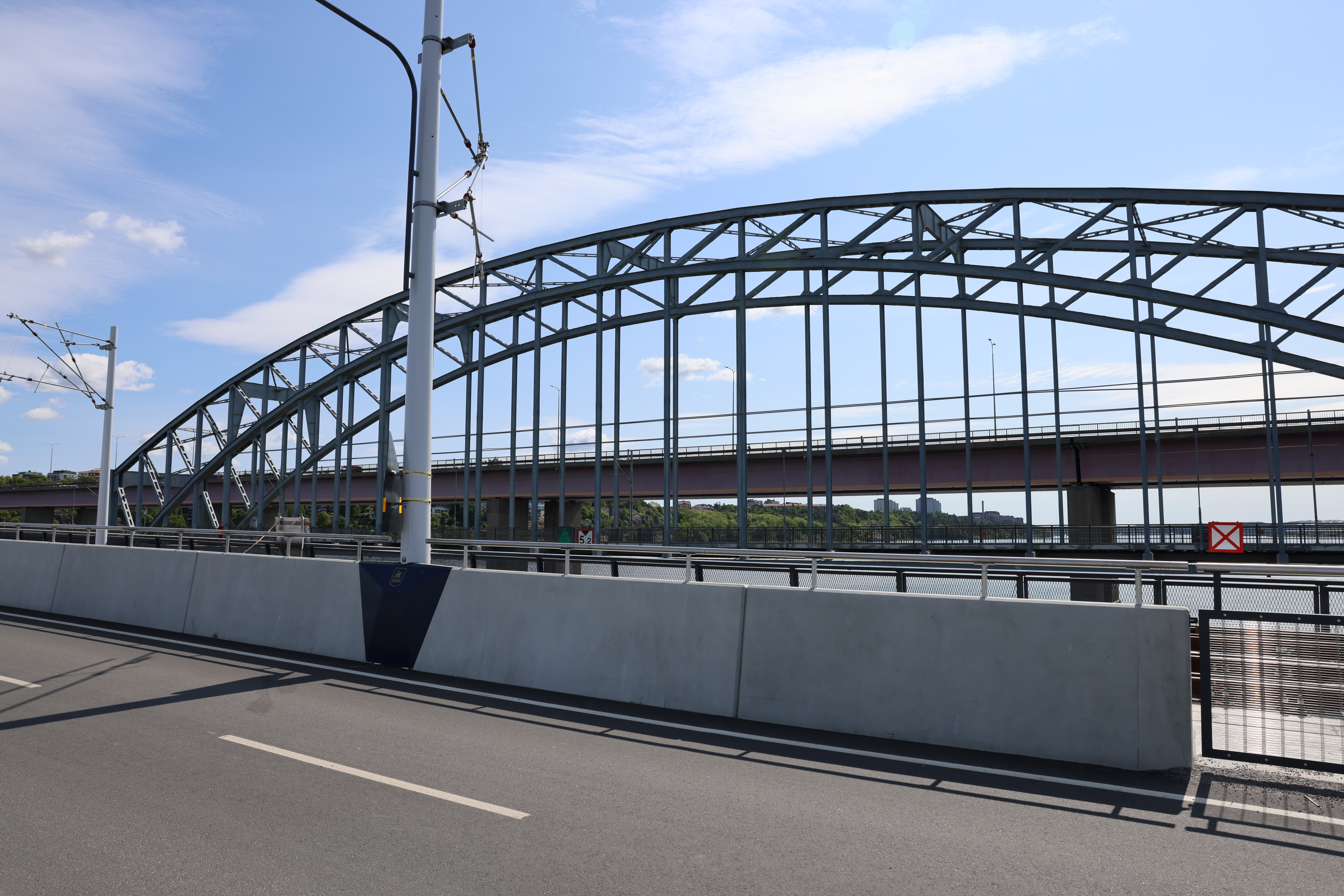
Lilla Lidingöbron en juin 2023.